# Eotyran
Eotyran (Eotyrannus lengi) – teropod z nadrodziny tyranozauroidów (Tyrannosauroidea); jego nazwa znaczy "wczesny tyran".
Żył w okresie wczesnej kredy (ok. 125–120 mln lat temu) na terenach współczesnej Europy. Długość ciała ok. 5 m, wysokość ok. 2 m, masa ok. 200 kg. Jego szczątki znaleziono w Anglii (na wyspie Wight).
Wczesny tyranozauroid, dostarczający informacji na temat ewolucji tej grupy dinozaurów. Cechą odróżniającą go od innych tyranozauroidów jest to, że miał 3, a nie 2 palce na przednich kończynach. Poza tym miał dłuższe kręgi szyjne i nieco inną budowę czaszki.